# Patrocloides walleyi
Patrocloides walleyi là một loài tò vò trong họ Ichneumonidae.